# Longitarsus baeticus
Longitarsus baeticus es una especie de insecto coleóptero de la familia Chrysomelidae. Fue descrita científicamente en 1979 por Leonardi.